# Romulus FC
Romulus FC (celým názvem: Romulus Football Club) je anglický fotbalový klub, který sídlí ve městě Birmingham v metropolitním hrabství West Midlands. Založen byl v roce 1979. Název pak obdržel podle bájného zakladatele Říma, Romula. Od sezóny 2018/19 hraje v Midland Football League Premier Division (9. nejvyšší soutěž). Klubové barvy jsou červená a bílá.
Své domácí zápasy odehrává na Castle Vale Stadium.

## Úspěchy v domácích pohárech
Zdroj: 
- FA Cup
  - 2. předkolo: 2006/07, 2008/09
- FA Trophy
  - 2. předkolo: 2008/09
- FA Vase
  - 3. kolo: 2006/07

## Umístění v jednotlivých sezonách
Stručný přehled
Zdroj: 
- 1999–2000: Midland Combination (Division One)
- 2000–2004: Midland Combination (Premier Division)
- 2004–2007: Midland Football Alliance
- 2007–2010: Southern Football League (Division One Midlands)
- 2010–2018: Northern Premier League (Division One South)
- 2018– : Midland Football League (Premier Division)

Jednotlivé ročníky
Zdroj: 
Legenda: Z - zápasy, V - výhry, R - remízy, P - porážky, VG - vstřelené góly, OG - obdržené góly, +/- - rozdíl skóre, B - body, červené podbarvení - sestup, zelené podbarvení - postup, fialové podbarvení - reorganizace, změna skupiny či soutěže
| Sezóny  | Liga                                             | Úroveň | Z  | V  | R  | P  | VG | OG | +/- | B  | Pozice |
| ------- | ------------------------------------------------ | ------ | -- | -- | -- | -- | -- | -- | --- | -- | ------ |
| 2009/10 | Southern Football League (Division One Midlands) | 8      | 42 | 16 | 13 | 13 | 66 | 48 | +18 | 61 | 8.     |
| 2010/11 | Northern Premier League (Division One South)     | 8      | 42 | 20 | 7  | 15 | 71 | 65 | +6  | 67 | 10.    |
| 2011/12 | Northern Premier League (Division One South)     | 8      | 42 | 7  | 15 | 20 | 56 | 85 | -29 | 36 | 20.    |
| 2012/13 | Northern Premier League (Division One South)     | 8      | 42 | 11 | 9  | 22 | 52 | 78 | -26 | 42 | 19.    |
| 2013/14 | Northern Premier League (Division One South)     | 8      | 40 | 16 | 7  | 17 | 66 | 64 | +1  | 55 | 11.    |
| 2014/15 | Northern Premier League (Division One South)     | 8      | 42 | 18 | 7  | 17 | 69 | 65 | +4  | 61 | 12.    |
| 2015/16 | Northern Premier League (Division One South)     | 8      | 42 | 18 | 6  | 18 | 76 | 74 | +2  | 60 | 10.    |
| 2016/17 | Northern Premier League (Division One South)     | 8      | 42 | 14 | 9  | 19 | 65 | 75 | -10 | 51 | 13.    |
| 2017/18 | Northern Premier League (Division One South)     | 8      | 42 | 8  | 11 | 23 | 57 | 94 | -37 | 35 | 22.    |
| 2018/19 | Midland Football League (Premier Division)       | 9      | 42 |    |    |    |    |    |     |    |        |